# Zeven kleine criminelen
Zeven kleine criminelen is een Nederlandse dramaserie in regie van Rob Lücker uit 2019 in een co-productie van de VPRO en Pupkin Film, met steun van NPO Fonds en de Nederlandse Film Productie Incentive. Het scenario van Jaap-Peter Enderle en Chris Westendorp is gebaseerd op het Italiaans jeugdboek Setti Picolli Sospetti van Christian Frascella.  Van de serie werd een seizoen gedraaid met acht afleveringen van 25 minuten.
De twaalfjarige Raffie en zijn vrienden wonen in een broeierige havenstad, tussen de fabrieken. Wanneer Raffie dreigt samen met ook zijn broertje en oma uit huis gezet te worden moet hij een plan bedenken om aan geld te komen. Hij neemt samen met zijn vrienden het heft in eigen handen en de zeven tieners beroven een zwaar beveiligde bank, die nooit eerder gekraakt kon worden.  De buit draait uit voor iedereen anders dan verwacht te zijn. Een avontuurlijke en meeslepende overvalserie over vriendschap, veerkracht en identiteit. De serie herplaatst Ocean's Eleven of La casa de papel in een wereld met tieners met crossfietsen en korte broeken.
De serie werd op het Nederlands Film Festival 2019 bekroond met het Gouden Kalf voor de beste dramaserie.

## Rolverdeling
| Acteur               | Personage                    |
| -------------------- | ---------------------------- |
| Rover van Gennep     | Raffie                       |
| Rami Kooti Arab      | Wahid                        |
| Lotte Dorenbos       | Pico                         |
| Matti Stooker        | Tomek                        |
| Ilias Chouitar       | Boaz                         |
| Owen Kaat            | Dulles                       |
| Kees van Wandelen    | Koen van Zant                |
| Thor Braun           | Vincent                      |
| Theo Maassen         | bankdirecteur Hispe van Zant |
| Stefaan Degand       | politie-inspecteur Marchand  |
| Marie Louise Stheins | Oma                          |
| Anniek Pheifer       | Angela                       |
| Maria Kraakman       | Sonja                        |
| Howard Komproe       | Wynand                       |
| Jochem Nooyen        | leraar                       |

## Afleveringen
1. De best beveiligde bank van het land
2. De grootste crimineel van de buurt
3. Nieuwe problemen
4. Tenno op bezoek
5. Raffies meesterplan
6. De kraak
7. Verraad
8. Stapels geld